# مسابقات قهرمانی والیبال مردان اروپا
سریع ترین سرویس :ویلفردو لئون از لهستان با ۱۳۸ کیلومتر بر ساعت .
والیبال قهرمانی مردان اروپا (به انگلیسی: European Volleyball Championship) یا جام ملت‌های اروپا بالاترین سطح رقابت تیم‌های ملی اروپایی است که هر دو سال توسط کنفدراسیون والیبال اروپا برگزار می‌شود.
اولین دوره مسابقات قهرمانی اروپا در سال ۱۹۴۸ در رده مردان در ایتالیا برگزار شد. فاصله اولیه بین مسابقات قهرمانی متغیر بود، اما از سال ۱۹۷۵ هر دو سال یکبار برگزار شده است.

## آمار کلی
این مسابقات زیر نظر کنفدراسیون والیبال اروپا CEV هر دو سال یکبار برگزار میگردد و تاکنون ۳۳ دوره آن انجام شده است.
اتحاد جماهیر شوروی سوسیالیستی علی رغم  تجزیه ، با کسب ۱۲ قهرمانی همچنان رکورددار بیشترین تعداد قهرمانی در این مسابقات است.
در جدول مدالها افتخار قهرمانی های اتحاد جماهیر شوروی به هیچکدام از پانزده کشور جدا شده ی امروزی تعلق ندارد و عناوین روسیه به تنهایی و بعد از  فروپاشی شوروی محاسبه میشود.
با فروپاشی اتحاد جماهیر شوروی،،   تیم ملی والیبال ایتالیا  با  ۷ عنوان قهرمانی پرافتخار ترین تیم در میان کشورهای حال حاضر اروپا میباشد.  همچنین این کشور  با برگزاری ۴ دوره بیشترین تعداد میزبانی را در اختیار دارد.

## میزبان
| میزبان | کشور (سال) |
| ------ | --- |
| ۵      | ایتالیا (۱۹۴۸، ۱۹۷۱، ۲۰۰۵ ۲۰۱۵، ۲۰۲۳) |
| ۳      | جمهوری چک (۱۹۵۸، ۲۰۰۱، ۲۰۱۱) · آلمان (۱۹۸۳، ۱۹۹۱، ۲۰۰۳) · بلغارستان (۱۹۵۰، ۱۹۸۱، ۲۰۱۵ ،۲۰۲۳)                                                         |
| ۲      | فرانسه (۱۹۵۱، ۱۹۷۹) · رومانی (۱۹۵۵، ۱۹۶۳) · ترکیه (۱۹۶۷، ۲۰۰۹) · صربستان (۱۹۷۵، ۲۰۰۵) · فنلاند (۱۹۷۷، ۱۹۹۳) · هلند (۱۹۸۵، ۱۹۹۷) · اتریش (۱۹۹۹، ۲۰۱۱) |
| ۱      | بلژیک (۱۹۸۷) · سوئد (۱۹۸۹) · یونان (۱۹۹۵) · روسیه (۲۰۰۷) · دانمارک (۲۰۱۳) · لهستان (۲۰۱۳) · مقدونیه شمالی (۲۰۲۳) · اسرائیل (۲۰۲۳)                    |

## مدال
| رتبه  | کشور               | طلا | نقره | برنز | مجموع |
| ۱     | اتحاد جماهیر شوروی | ۱۲  | ۰    | ۲    | ۱۴    |
| ۲     | ایتالیا            | ۷   | ۵    | ۳    | ۱۵    |
| ۳     | چک                 | ۳   | ۴    | ۰    | ۷     |
| ۴     | لهستان             | ۲   | ۵    | ۲    | ۹     |
| ۵     | روسیه              | ۲   | ۳    | ۳    | ۸     |
| ۶     | صربستان            | ۲   | ۱    | ۵    | ۸     |
| ۷     | فرانسه             | ۱   | ۴    | ۲    | ۷     |
| ۸     | هلند               | ۱   | ۲    | ۲    | ۵     |
| ۸     | رومانی             | ۱   | ۲    | ۲    | ۵     |
| ۹     | یوگسلاوی           | ۱   | ۱    | ۲    | ۴     |
| ۱۰    | اسپانیا            | ۱   | ۰    | ۰    | ۱     |
| ۱۱    | اسلوونی            | ۰   | ۳    | ۱    | ۴     |
| ۱۲    | بلغارستان          | ۰   | ۱    | ۴    | ۵     |
| ۱۳    | مجارستان           | ۰   | ۱    | ۱    | ۲     |
| ۱۳    | آلمان              | ۰   | ۱    | ۰    | ۱     |
| ۱۴    | سوئد               | ۰   | ۱    | ۰    | ۱     |
| ۱۵    | یونان              | ۰   | ۰    | ۱    | ۱     |
| مجموع | مجموع              | ۳۳  | ۳۴   | ۳۲   |       |